# Naranga brunnea
Naranga brunnea là một loài bướm đêm trong họ Noctuidae.